# Vũ Thiết
Vũ Thiết (tên khai sinh là Vũ Kiến Thiết), sinh năm 1956 tại Thái Bình, là nhạc sĩ Việt Nam, được tặng Giải thưởng Nhà nước về Văn học Nghệ thuật năm 2017. Nghe câu quan họ trên cao nguyên và Khúc tráng ca biển là 2 ca khúc nổi bật nhất của ông.

## Tiểu sử
Vũ Thiết, tên khai sinh là Vũ Kiến Thiết, sinh ngày 5 tháng 3 năm 1956, huyện Vũ Thư, tỉnh Thái Bình. Năm 20 tuổi, Vũ Thiết trúng tuyển vào Đoàn Ca Múa Thái Bình, về sau ông làm nhạc công flyrte của Đoàn Ca Múa Đăk Lăk.
Năm 1986, Vũ Thiết học Đại học chuyên ngành sáng tác tại Nhạc viện Hà Nội (nay là Học viện Âm nhạc Quốc gia Việt Nam). Năm 1990, tốt nghiệp ông về công tác tại Đài Tiếng nói Việt Nam rồi nghỉ hưu từ đây.
Ông là ủy viên Ban Chấp hành Hội Âm nhạc Hà Nội nhiệm kỳ 2020-2025.

## Sự nghiệp
Vũ Thiết đi nhiều, viết nhiều và ở mỗi nơi đi qua, ông đều để lại những tác phẩm ghi dấu trong lòng công chúng. Đó là một Tây Nguyên khỏe khoắn, phiêu du, một Bắc Ninh lãng mạn, mộng mơ, một Trường Sa - Hoàng Sa dữ dội, sâu lắng...
Tây Nguyên, nơi có dân ca, dân nhạc và nhiều lễ hội đặc sắc đã giúp ông gieo những hạt giống đầu tiên trong sự nghiệp âm nhạc của mình. Khi mới 26 tuổi, dù chưa được học âm nhạc bài bản nhưng ông đã cho ra đời ca khúc "Nghe câu quan họ trên cao nguyên". Đó là tình yêu Tây Nguyên của một người nhạc sĩ vốn nặng lòng với những làn điệu dân ca. Ca khúc được ông sáng tác năm 1982, trong dịp tỉnh Đắk Lắk mở trại viết bồi dưỡng cho những người có năng khiếu sáng tác.
Sáng tác của Vũ Thiết luôn phảng phất chất dân ca của một miền quê nào đó: ''Bồng bềnh'', ''Ngày ấy'', ''Cung bậc'', ''Biển và em'', ''Nghe câu quan họ trên cao nguyên'', ''Một khoảng trời xanh cao nguyên'', ''Chiều Tây Hồ'', ''Tiếng hát sông Trà'', ''Em là khúc nhạc không lời'', ''Nồng say Đà Nẵng'', v.v..., giao hưởng thơ ''Khát vọng bazan'', sonate cho violon, cello và piano, tiểu phẩm cho flyrte và piano , tiểu phẩm cho đàn bầu và dàn nhạc ''Mầm xuân'', v.v...
Từ năm 2010, ông lại nổi lên với những ca khúc về biển đảo. Ở mảng chủ đề này, nổi bật là tác phẩm ''Khúc tráng ca biển'', ca khúc mà ông đã gieo vào lòng người nghe sự bi tráng, hào hùng xen lẫn lòng tự hào dân tộc. Thông điệp mà ca khúc mang đến như lời khẳng định rằng, dẫu các anh hy sinh nhưng linh hồn là bất tử, nó đã hòa vào biển cả, cuộn thành những con sóng trấn giữ biển đảo quê hương.
Vũ Thiết dành được rất nhiều giải thưởng của Hội Nhạc sĩ Việt Nam: ''Rừng gọi'', viết cho flyrte và piano, Giải thưởng Hội Nhạc sĩ Việt Nam năm 1995; ''Mầm xuân'', viết cho đàn bầu và dàn nhạc, Giải thưởng Hội Nhạc sĩ Việt Nam năm 1997; ca khúc ''Tiếng hát bên dòng sông Trà'' được Giải Nhì (không có giải nhất), Giải thưởng Hội Nhạc sĩ Việt Nam; các ca khúc ''Em là khúc nhạc không lời'', ''Hồ Tây chiều thu'', ''Thu Tân Trào'', ''Say mãi một Ban Mê'', ''Ngày ấy'' đã được Giải thưởng Hội Nhạc sĩ Việt Nam; bài hát ''Khúc tráng ca biển'' (Phổ thơ: Trịnh Công Lộc) của anh được giải Nhì (không có giải Nhất) cuộc vận động sáng tác ca khúc "Đây biển Việt Nam" do báo điện tử VietNamNet phối hợp với Hội Nhạc sĩ Việt Nam tổ chức năm 2011. ''Bắc Ninh ngày tôi về'' - Giải thưởng Hội Nhạc sĩ Việt Nam năm 2017, ''Phía cuối con đường''(thơ Mai Hương) - năm 2018, ''Cô gái đến từ tháng 3'' (thơ Mai Hương) - năm 2019, ''Quảng Ngãi ngày về'' (thơ Trịnh Công Lộc) - năm 2021; ''Lời hẹn Tràng An'' - năm 2020...
Ông đã xuất bản Tuyển tập ca khúc và Album nhạc có tên chung: Bồng bềnh cung bậc (Nxb. Âm nhạc và Hội Nhạc sĩ Việt Nam ấn hành).
Năm 2017, ông được tặng Giải thưởng Nhà nước về Văn học Nghệ thuật với các ca khúc: ''Tiếng hát bên dòng sông Trà'', ''Lời sóng hát'', ''Khúc tráng ca biển'', ''Nghe câu quan họ trên cao nguyên''.

## Tác phẩm chính

### Ca khúc
- Bồng bềnh,
- Ngày ấy,
- Cung bậc,
- Biển và em,
- Nghe câu quan họ trên cao nguyên,
- Một khoảng trời xanh cao nguyên,
- Chiều Tây Hồ,
- Tiếng hát sông Trà,
- Em là khúc nhạc không lời,
- Nồng say Đà Nẵng
- Em là khúc nhạc không lời,
- Hồ Tây chiều thu,
- Thu Tân Trào,
- Say mãi một Ban Mê,
- Khúc tráng ca biển
- Bắc Ninh ngày tôi về
- Phía cuối con đường
- Cô gái đến từ tháng 3
- Quảng Ngãi ngày về
- Lời hẹn Tràng An

### Giao hưởng, khí nhạc
- Giao hưởng thơ Khát vọng bazan
- Rừng gọi, viết cho flyrte và piano
- Mầm xuân, viết cho đàn bầu và dàn nhạc

### Tuyển tập
- Tuyển tập ca khúc và Album nhạc có tên chung: Bồng bềnh cung bậc (Nxb. Âm nhạc và Hội Nhạc sĩ Việt Nam ấn hành)

## Vinh danh
- Giải thưởng Nhà nước về Văn học Nghệ thuật (2017)

### Giải thưởng âm nhạc
- Giải thưởng Hội Nhạc sĩ Việt Nam năm 1995
- Giải thưởng Hội Nhạc sĩ Việt Nam năm 1997
- Giải thưởng Hội Nhạc sĩ Việt Nam năm 2017, 2018, 2019, 2020, 2021